# Złotek cezu
Złotek cezu, CsAu – nieorganiczny związek chemiczny złota i cezu, w którym złoto występuje na −I stopniu utlenienia.

## Budowa
Złotek cezu (podobnie jak wszystkie związki potasowców ze złotem) tworzy kryształy typu CsCl, w których stosunek molowy cezu do złota wynosi dokładnie 1:1. Należą one do układu regularnego, mają grupę przestrzenną Pm3m i są izostrukturalne z kryształami halogenków cezu. Ma on budowę jonową, z ok. 50% udziałem wiązania jonowego, i może być traktowany jako Cs+
Au−
. Długość wiązania Cs−Au wynosi 3,69 Å.
Budowa jonowa CsAu wynika z dużej różnicy elektroujemności cezu i złota, 1,75 w skali Paulinga, która jest typowa dla soli jonowych. Silna elektroujemność złota (2,54; najwyższa spośród wszystkich metali) i związana z tym zdolność do tworzenia anionu Au−
 wynika z efektów relatywistycznych.

## Otrzymywanie
Po raz pierwszy został otrzymany w roku 1938 przez Wilhelma Blitza i Weibkego, a stechiometrię 1:1 cezu i złota w CsAu potwierdził w 1943 roku A. H. Sommer (któremu zazwyczaj przypisywane jest odkrycie tego związku). Otrzymywany jest zwykle przez ogrzewanie metalicznego złota z nadmiarem cezu w temperaturze ok. 200 °C w wysokiej próżni i oddestylowanie nadmiaru cezu. Po oczyszczeniu przez krystalizację z ciekłego amoniaku tworzy jasnożółte kryształy (produkt nieoczyszczony ma kolor żółtobrązowy, czarny lub szaroczarny).
Inne metody otrzymywania to ogrzewanie złota z azydkiem cezu, CsN
3, w temperaturze 400 °C w próżni oraz reakcja cyjanku złota(I), AuCN, z cezem w ciekłym amoniaku.

## Właściwości fizyczne
Rozpuszcza się w ciekłym amoniaku, tworząc jasnożółty roztwór, w którym jest zdysocjowany na kationy Cs+
 i solwatowane aniony Au−
. Roztwory takie przewodzą prąd elektryczny. W stanie ciekłym także przewodzi prąd, i podobnie jak w roztworze, jest to przewodnictwo także typu jonowego, a nie metalicznego. W formie krystalicznej jest półprzewodnikiem typu n, należąc do stosunkowo nielicznej grupy półprzewodników jonowych.

## Właściwości chemiczne
Złotek cezu jest podatny na wilgoć i tlen, podobnie jak metaliczny cez. Wymaga stosowania bardzo wysokiej próżni lub atmosfery gazów szlachetnych, np. helu lub argonu, o bardzo niskiej zawartości tlenu. Pod wpływem zakwaszonej wody rozkłada się z wydzieleniem wolnego złota:
2CsAu + 2H
2O → 2CsOH + 2Au↓ + H
2↑
Z ciekłego amoniaku krystalizuje jako ciemnoniebieski krystaliczny amoniakat, CsAu·NH
3, niezwykle wrażliwy na ślady wilgoci i powietrza. W temperaturze powyżej −50 °C rozkłada się on do CsAu.
Za pomocą chromatografii jonowymiennej roztworu CsAu w amoniaku można wymienić kation cezowy na tetrametyloamoniowy i uzyskać krystaliczny, bezbarwny złotek tetrametyloamoniowy, [(CH
3)
4N]Au. Złotek cezu jest zdolny do reakcji w ciele stałym, w których następuje migracja anionu złotkowego, Au−
. Zostało to stwierdzone przez ogrzewanie go z Cs
2O do 300 °C, w efekcie czego otrzymano związek o wzorze Cs
3AuO, w którym złoto pozostało na niezmienionym −I stopniu utlenienia:
CsAu + Cs
2O → Cs
3AuO
Cs
3AuO tworzy ochrowożółte kryształy heksagonalne. Związek ten pod wpływem dwutlenku węgla rozkłada się, odtwarzając złotek cezu:
Cs
3AuO + CO
2 → CsAu + Cs
2CO
3
Natomiast podczas długotrwałego ogrzewania CsAu w 380 °C z mieszaniną Cs
2O i CsO
2 (1:1) powstaje złocian(I) cezu, Cs
3AuO
2, który można wyizolować w formie jasnopomarańczowych kryształów